# Zaphne caudata
Zaphne caudata är en tvåvingeart som först beskrevs av Zetterstedt 1855.  Zaphne caudata ingår i släktet Zaphne och familjen blomsterflugor. Arten är reproducerande i Sverige. Inga underarter finns listade i Catalogue of Life.